# Cantone di Ardentes
Il Cantone di Ardentes è una divisione amministrativa dell'arrondissement di Châteauroux e dell'arrondissement di Issoudun.
A seguito della riforma approvata con decreto del 18 febbraio 2014, che ha avuto attuazione dopo le elezioni dipartimentali del 2015, il numero dei comuni è rimasto immutato ma ne è stata ridefinita la composizione.

## Composizione
I 12 comuni facenti parte prima della riforma del 2014 erano:
- Ardentes
- Arthon
- Buxières-d'Aillac
- Diors
- Étrechet
- Jeu-les-Bois
- Luant
- Mâron
- La Pérouille
- Le Poinçonnet
- Sassierges-Saint-Germain
- Velles

Dal 2015 i comuni appartenenti al cantone sono i seguenti 12:
- Ambrault
- Ardentes
- Arthon
- Diors
- Étrechet
- Jeu-les-Bois
- Mâron
- Montierchaume
- Le Poinçonnet
- Sainte-Fauste
- Sassierges-Saint-Germain
- Vouillon